# Kašna s mříží na Velkém náměstí
Kašna, resp. studna s mříží v prostoru Velkého náměstí stojí v blízkosti kostela Nanebevzetí Panny Marie v Hradci Králové. V současné době je kašna nepoužívaná a slouží pouze jako dekorativní prvek Velkého náměstí.

## Historie
Na území Velkého náměstí se v minulosti nacházelo několik veřejných studen a kašen, které zásobovaly místní obyvatele užitkovou i pitnou vodou. Jedna z nich se nacházela poblíž domu čp. 32, nedaleko dnes již zaniklé věže Kropáčky a současné kašny.
Kašna byla vybudována až na počátku 20. století a pravděpodobně v minulosti neměla svého předchůdce, nenacházíme ji totiž zakreslenou na starších mapách z 18. a 19. století.
Nejcennější součástí kašny je umělecké kování její mříže, vytvořené na místní Odborné škole pro umělecké zámečnictví. Původně předpokládal tehdejší ředitel školy Ladislav Haněl s vytvořením kování pro studnu na dvoře budovy školy na dnešní třídě Československé armády. Její realizaci zahájil tehdejší vyučující a umělecký kovář Miloslav Oehm (vyučoval v letech 1894–1906) s kolegy Josefem Lankašem, Adolfem Hallerem a dvěma dalšími žáky. Mříž byla následně prezentována v roce 1901 ve Vídni na výstavě uměleckořemeslných prací odborných škol. Po výstavě se škola dohodla spolu s městskou radou na přenechání mříže městu. To následně nechalo vytesat pro mříž kamenný podstavec, jehož autorem byl kamenický mistr Jan Kozel podle návrhu architekta Antonína Cechnera.

## Popis
Na kamenném podstavci mřížová obrubeň s osmi poli s moderním (secesním) ornamentem tvořeným lipovým listem. Mříž je spojena nahoře korouhví s postavou kováře. Při rekonstrukci v 70. letech 20. století byl do jednoho z polí přidán městský znak.

## Vyhlídka Corral
V roce 2025 vyrostla kolem studny dřevěná vyhlídková stavba o výšce čtyři metry s názvem Corral. Nabízí netradiční výhled na Velké náměstí. Stavba má však hlavně vybízet k zamyšlení, k čemu by náměstí mělo sloužit a upozorňuje na to, že je dlouhodobě využíváno jako parkoviště. Instalace podpořená městem vznikla u příležitosti jeho 800. výročí. Projekt iniciovala a realizovala Galerie moderního umění v Hradci Králové. Stavbu připravilo architektonické studio Archwerk, konkrétně Martin Kloda a Hana Procházková. Na náměstí má být až do 14. září 2025. Vernisáž se má uskutečnit ve čtvrtek 15. května 2025 v 18 hodin, instalace byla ale přístupná již předtím.
Umělecká instalace má volně odkazovat na Corral del Carbón ve španělské Granadě – čtvercovou stavbu ze 14. století s patrovým ochozem. Ta ohraničuje „rajský dvůr“, v jehož středu se nachází studna. Během historie budova měnila svou úlohu a studna poskytovala osvěžení příchozím, a stala se místem setkávání kultur. Studna v Hradci Králové takovému účelu nikdy nesloužila a její funkce je přes sto let zejména okrašlovací, i ona má vzhledem ke své poloze předpoklady stát se místem setkávání.
Stavba vzbudila značné emoce a rozvířila diskuzi, čehož si všiml i tisk.